# Melani García
Melani García Gaspar (née le 9 juin 2007) est une chanteuse espagnole. Elle a représenté l'Espagne au Concours Eurovision de la chanson junior 2019, qui s'est tenu le 24 novembre 2019 à Gliwice, en Pologne.

## Carrière
A l'age de 8 ans, Melani entre dans une chorale à Valence, où elle découvre l'opéra grâce à un professeur qui lui enseigne Due pupille Amabili de Mozart.
En mai 2018, un mois avant ses 11 ans, Melani remporte la quatrième saison (es) de La Voz Kids (es), équivalent espagnol de The Voice Kids.
Le 29 juin 2018, Melani sort son premier single Vivo por ella, reprise du titre Vivo per lei d'Andrea Bocelli. Son deuxième single, une reprise de 'O sole mio, sort en 2019. La même année, elle intègre la distribution du spectacle We Love Queen où elle a interprété la chanson Barcelona de Freddie Mercury et Montserrat Caballé.
Elle a des ancêtres espagnols et argentins.

### Concours Eurovision de la chanson junior 2019

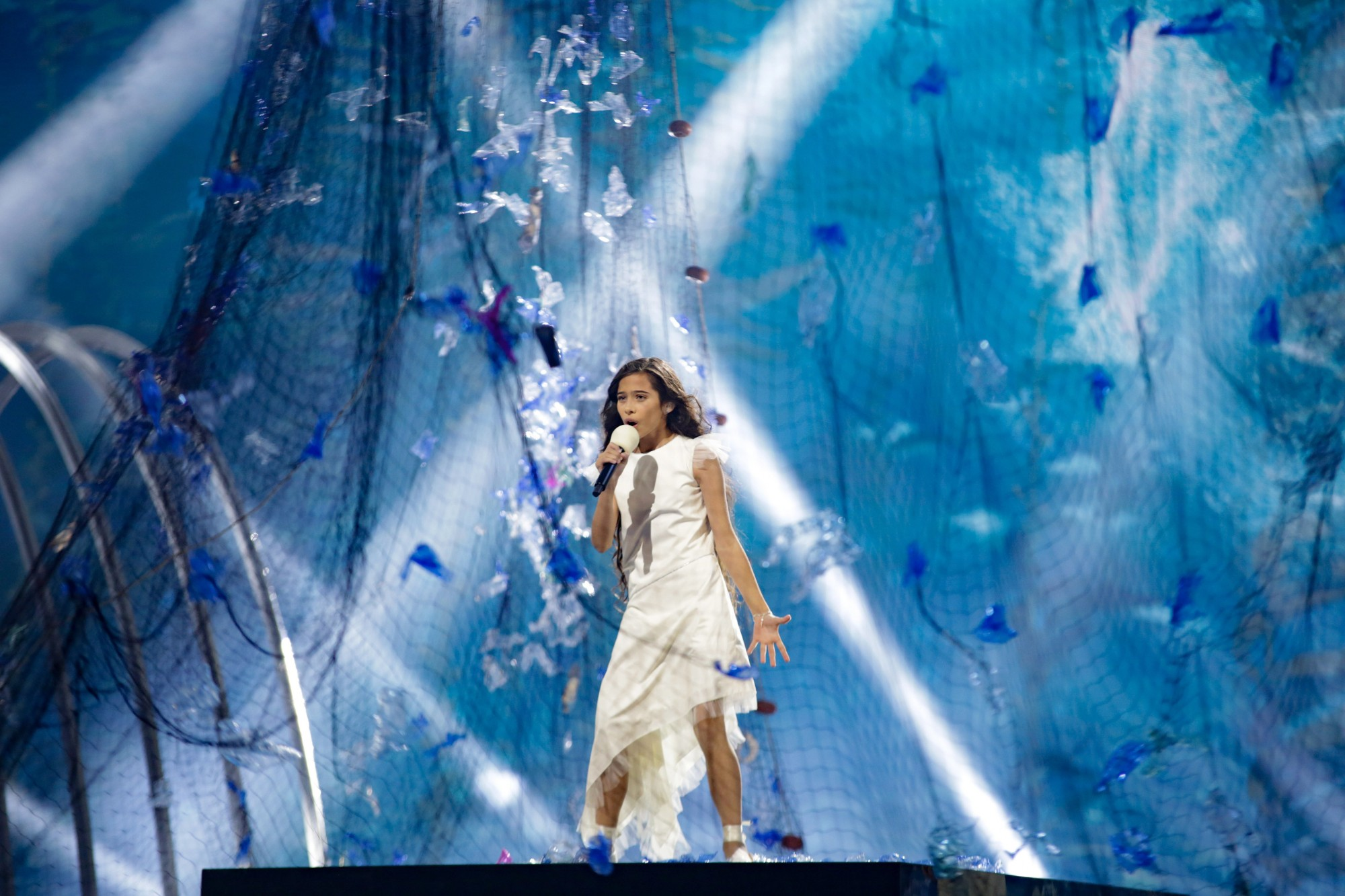
Melani García sur la scène du Gliwice Arena.

Le 24 juillet 2019, lors du talk-show A partir de hoy animé par Máximo Huerta et diffusé sur La 1, Melani Garcia est annoncée comme représentante de l'Espagne au Concours Eurovision de la chanson junior 2019,.
Le 20 septembre 2019, un extrait du titre Marte avec lequel Melani va concourir, est rendu public. La chanson, écrite et produite par Pablo Mora et Manu Chalud, a été entièrement dévoilée le 4 octobre 2019.
Lors du concours qui s'est déroulé le 24 novembre 2019 à la Gliwice Arena (en), elle se classe 3e sur 19 avec 212 points.

### Depuis 2020
Le 16 novembre 2024, elle présente le Concours Eurovision de la chanson junior 2024 avec Ruth Lorenzo et Marc Clotet.
Le 12 juillet 2025, elle remporte l'émission Tu cara me suena (es), version espagnole de Un air de star.

## liens externes
- Ressources relatives à la musique :   - AllMusic
  - Discogs
  - MusicBrainz